# Pythionike
Pythionike (altgriechisch Πυθιονίκη Pythioníkē) war eine berühmte, wohl aus Athen stammende Hetäre der zweiten Hälfte des 4. Jahrhunderts v. Chr.
Wohl 329 v. Chr. holte sie Harpalos, der von Alexander dem Großen eingesetzte Verwalter Babylons, in die alte mesopotamische Metropole. Hier hielt er Pythionike auf Kosten des Staatsschatzes aus. Nachdem sie (vor 324 v. Chr.) starb, ließ Harpalos sie als Aphrodite Pythionike konsekrieren.
Ihr zu Ehren wurden sowohl in Babylon als auch an der Straße von Athen nach Eleusis prächtige Grabmäler errichtet. Diese erregten vor allem wegen ihres Preises (zusammen angeblich über 200 Talente) und der Größe, die die Grabmäler großer Athener wie Miltiades, Perikles oder Kimon in den Schatten stellte, Unmut und Entrüstung. Von den Dichtern der griechischen Komödie wurde Pythionike des Öfteren verspottet.